# Wolvercote
Wolvercote – wieś w Anglii, w hrabstwie Oxfordshire, w dystrykcie Oksford. Leży 5 km na północny zachód od Oksfordu i 87 km na zachód od Londynu. W 2016 miejscowość liczyła 1213 mieszkańców. W 1911 roku civil parish liczyła 1297 mieszkańców. Wolvercote jest wspomniana w Domesday Book (1086) jako Ulfgarcote.